# Dolphins de Falconara
Les Dolphins d'Ancône (Ancona Dolphins) est un club italien de football américain basé à Ancône, dans les Marches. Le club a été fondé en 1982.

## Palmarès
- Vice-champion d'Italie : 2001, 2002, 2003, 2004